# Литовеж
Лито́веж (укр. Литовеж) — село во Владимирском районе Волынской области Украины. Административный центр Литовежской сельской общины.
Код КОАТУУ — 0721182401. Население по переписи 2001 года составляет 1507 человек. Почтовый индекс — 45325. Телефонный код — 3372. Занимает площадь 4,267 км².
В XIV в. литовские князья выстроили замок с мощными земляными укреплениями и сторожевыми башнями. Первые упоминания о Литовеже в исторических документах относятся к XV веку. В 1501 году предоставленное Магдебургское право подтвердил польский король Сигизмунд I.
Введенская церковь 1791 года постройки.
До 2020 года входило в Иваничевский район.